# Gabrijel Bukatko
Gabrijel Bukatko (* 27. Januar 1913 in Donji Andrijevci, Slawonien; † 19. Oktober 1981 in Belgrad) war ein römisch-katholischer Geistlicher in Jugoslawien. Er war von 1960 bis 1961 Bischof und anschließend Apostolischer Administrator der griechisch-katholischen Eparchie Križevci sowie von 1964 bis 1980 Erzbischof von Belgrad.

## Leben
Gabrijel Bukatko wurde am 2. April 1939 von Bischof Dionisije Njaradi in der griechisch-katholischen Diözese Križevci zum Priester geweiht.
Zum Apostolischen Administrator der Diözese Križevci wurde Gabrijel Bukatko am 23. Februar 1952 ernannt, zugleich erfolgte die Ernennung zum Titularbischof von Severiana. Die feierliche Amtseinführung als Titularbischof erfolgte durch die Spendung des Weihesakraments am 27. April 1952 in der Kathedrale von Zagreb, Hauptkonsekrator war der Belgrader Erzbischof Josip Ujčić. Die Ernennung zum Bischof von Križevci erfolgte am 22. Juli 1960. Zum Koadjutor des römisch-katholischen Erzbistums Belgrad (-Smederevo) wurde Bischof Gabrijel Bukatko am 2. März 1961 ernannt. Ebenfalls erfolgte am 2. März 1961 die Ernennung zum Titularerzbischof von Mocissus. Daneben blieb er als Apostolischer Administrator für die Eparchie Križevci verantwortlich. Er gehörte zu den Konzilsvätern aller vier Sitzungsperioden des Zweiten Vatikanischen Konzils (1962–1965). 
Nach dem Tod des bisherigen Erzbischofs von Belgrad Josip Ujčić am 24. März 1964 folgte Gabrijel Bukatko diesem im Amt. Es erfolgte zeitgleich die Ernennung zum Apostolischen Administrator von Jugoslavenski Banat, der heutigen Diözese Zrenjanin in Nord-Serbien. Am 23. Dezember 1971 wurde er von seiner Tätigkeit als Apostolischer Administrator von Jugoslavenski Banat entbunden. Aus Altersgründen legte Gabrijel Bukatko sein Bischofsamt im Erzbistum Belgrad (-Smederevo) am 4. März 1980 nieder. Im Alter von 68 Jahren verstarb der emeritierte Erzbischof Gabrijel Bukatko am 19. Oktober 1981 in Belgrad.